# A 520
A 520 (ex. MV "Invincible") – pomocniczy okręt logistyczny należący do Marynarki Wojennej Sri Lanki.
Statek motorowy MV "Invincible" został wodowany w 1971. W 2003 "Invincible" został przechwycony w okolicach Tangalle przy próbie szmuglowania nielegalnych emigrantów i został włączony do Marynarki Sri Lanki jako okręt pomocniczy A 520.
W 2008 okręt został zatopiony przez Sea Tigers - "marynarkę wojenną" organizacji Tamilskie Tygrysy.